# Salles-de-Belvès
Salles-de-Belvès är en kommun i departementet Dordogne i regionen Nouvelle-Aquitaine i sydvästra Frankrike. Kommunen ligger i kantonen Belvès som tillhör arrondissementet Sarlat-la-Canéda. År 2022 hade Salles-de-Belvès 77 invånare.

## Befolkningsutveckling
Antalet invånare i kommunen Salles-de-Belvès
Referens:INSEE